# Daniel Vázquez Díaz
Daniel Vázquez Díaz (Aldea de Río Tinto —actual Nerva—, 15 de gener de 1882-Madrid, 17 de març de 1969), va ser un pintor espanyol. Considerat un artista entre el realisme i el cubisme —també denominat per uns altres com neocubisme— va ser un retratista i paisatgista excel·lent. Dins de la seva obra destaca la decoració mitjançant frescos d'unes sales del Monestir de la Rábida, Palos de la Frontera com una al·legoria de caràcter molt personal del descobriment d'Amèrica.
Considerat una figura clau en la pintura espanyola de mitjan segle xx, va ser una referència per als pintors renovadors o avantguardistes de l'època i per molts investigadors actuals. Encara que existeix una àmplia bibliografia sobre ell, han sorgit discrepàncies sobre molts aspectes de la seva vida, degut especialment a errors i equívocs del propi artista en les seves declaracions sobre si mateix davant dels mitjans.
La seva obra es troba repartida arreu del món i després de la seva defunció ha estat objecte de retrospectives en importants pinacoteques. El Centre d'Art Modern i Contemporani 'Daniel Vázquez Díaz' de la seva localitat natal acull algunes de les seves obres més representatives igual que passa amb el Museu provincial de Huelva, que des de 1973 disposa d'un número important de les seves obres que ha anat creixent en els últims anys. Així mateix trobem obres seves al Museu Abelló a Mollet del Vallès.

## Biografia

### Joventut i formació

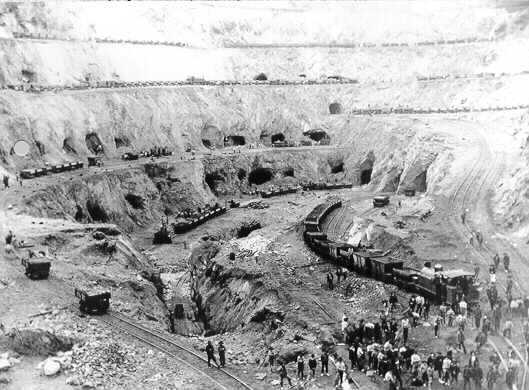
Vázquez Díaz va néixer en l'actual Nerva, un lloc en la qual la problemàtica laboral de les mines de la Cuenca Minera va afavorir en certa manera el pensament més revolucionari. Malgrat això aquest tema no apareix a l'extensa obra pictòrica de l'autor.

Vázquez Díaz —fill de Daniel Vázquez i Jacoba Díaz Núñez— pertanyia a una família acomodada de l'actual localitat de Nerva, Huelva, denominada encara en aquells dies Llogaret de Río Negro. Aquesta població era considerada un centre cultural de la zona de la Conca Minera on a més existia una important problemàtica social d'explotació i misèria suscitades per les companyies mineres instal·lades. Va passar part dels seus primers anys a Sevilla, on va realitzar el batxillerat als salesians i, després d'això, va començar a estudiar la carrera de comerç als disset anys. Tres anys després es va graduar com a professor mercantil. És important ressaltar el fet que als deu anys visités el Museu de Belles Arts d'aquesta ciutat, quedant impactat per les obres de Zurbarán o El Greco que influiran posteriorment i de manera evident en la seva obra. De 1897 daten les seves primeres obres conegudes com El pozo y la higuera i El seminarista, dos anys abans de vendre el seu primer quadre.
Traslladant-se en 1903 a Madrid es dedica a realitzar còpies al Museu del Prado. Durant aquests primers anys en la capital va fer amistat amb Ricardo Baroja, el seu germà Pío Baroja i el futur Premi Nobel de Literatura, Juan Ramón Jiménez. Famosos són els retrats realitzats als intel·lectuals de la seva generació. En 1904 va presentar una obra en la Exposició Nacional de Belles Arts rebent l'Esment d'Honor pel retrat de l'actriu Gloria Laguna. Dos anys després, durant una estada a l'estiu, es va interessar pel paisatge basc i va exposar al Saló del Poble Espanyol de Sant Sebastià. Va participar al Saló d'Independents i va fer una mostra en 1908 amb Picasso a la Galeria Rue Trouché. A l'artista malagueny l'havia conegut per mediació de Paco Durrio, amb qui va mantenir una estreta relació.
Aquest mateix any es va desplaçar de nou a Sevilla, exposant al costat de meritoris pintors com Pablo Picasso o Juan Gris i coneixent Antoine Bourdelle, que ho va iniciar en la tècnica de la pintura al fresc.
Va conèixer també a la que serà la seva musa, l'escultora danesa Eva Preetsman Aggerholm, protagonista de desenes de quadres i amb qui es va casar en 1911. A l'any següent va néixer el seu fill Rafael Vázquez. En el seu nou cercle es troben els intel·lectuals Rubén Darío, Manuel Machado i Amado Nervo. Durant aquesta època va continuar fent visites periòdiques a Nerva on, ja cèlebre, se li van dispensar diversos homenatges. Va començar a realitzar la seva sèrie de retrats de toreros sense deixar el paisatge basc. En 1914 va pintar la seva interessant obra Los ídolos, exposada al Museu Nacional de Tokio.

### Estada a París
Mesos després va arribar a París, ciutat on romandria durant nou anys. Allí, una de les primeres persones a les quals va conèixer va ser Amedeo Modigliani. Establert definitivament en 1918, va trobar en el cubisme el seu mitjà ideal d'expressió. Segons el parer dels crítics, i a diferència d'autors com Juan Gris, no va ser un cubista intel·lectual, sinó que va utilitzar les formes externes, la morfologia del cubisme, per a refer el seu llenguatge, característic per l'ús de colors sobris i grisos, i pel fort dels seus plans. Aquestes característiques transmeten una especial solemnitat a la seva obra, considerada en certa manera per alguns autors com zurbaranesca, en la línia també del seu paisà, amic i coetani Eugenio Hermoso, amb qui havia realitzat els seus primers estudis a Sevilla i a Madrid.
En 1918 va exposar a Madrid al Salón Lacoste i va ser criticat pels clàssics acusant-se'l d'«estranger» donada la seva formació forana.
| «                                | Al Salón Lacoste s'ha presentat el pintor Vázquez Díaz al públic madrileny. Malgrat ser espanyol, Vázquez Díaz és un estranger a Espanya. Gairebé tota la seva vida l'ha passat a París, i de París és la seva educació artística, i de París el seu art […] Vázquez Díaz ha cregut inequívocament que a Madrid anava a obtenir la mateixa expectació que a París. Ha oblidat incomprensiblement que Espanya és avui el país del món que compta amb els millors pintors, amb els únics pintors d'aquesta època, que passaran justament a la posteritat, perquè són els únics que fan art veritable, sa i conscient. | » |
| — Antonio Ballesteros de Martos. | |   |

Però per contra va ser aclamat i enaltit pels avantguardistes i renovadors que, segons ells, van veure nous horitzons i una creativitat plena d'honradesa i genialitat;; entre aquests últims destaquen Azorín, García Lorca, Miguel de Unamuno, Eugeni d'Ors i Rovira i el seu incondicional amic Juan Ramón Jiménez.
Els reconeixements continuen durant aquests anys, com a l'Exposició Nacional de Belles Arts de Madrid de 1920, on va obtenir la tercera Medalla de Gravat. Així, va continuar exposant amb èxit en Bilbao, Portugal, Barcelona, França, Anglaterra i Estats Units fins a 1922. A més es va convertir en professor a l'Escola Superior de Belles Arts de Madrid d'entreguerres, tenint entre els seus alumnes a Salvador Dalí, Jorge Gallardo i Modesto Ciruelos. El 1927 va fer una exposició al Museu d'Art Modern de Madrid i el rei Alfons XIII, després de la seva visita a la mostra, va elogiar el quefer de l'artista. També va ser catedràtic de dibuix de l'Instituto Cervantes, de Madrid.

### Maduresa
Va romandre a Madrid l'any 1936, durant la guerra civil espanyola. Va realitzar la seva primera exposició després de la contesa amb dibuixos i esbossos del Poema del Descubrimiento a Portugal i a la Biennal de Venècia. Després de la contesa va continuar impartint el seu magisteri a autors com Rafael Canogar i Agustín Ibarrola. En 1948 va fundar l'Escola de Paisatges en la Universitat Hispanoamericana. Donat el seu prestigi, en 1949 va ser nomenat acadèmic de la Reial Acadèmia de Belles Arts de Sant Ferran.
A partir d'aquí, en els anys 1950 ja és plenament un artista consagrat. En aquests anys va rebre diferents distincions a Espanya. A més, en 1952, va ser nomenat —novament— catedràtic —en pintura mural— de la Escola de Belles Arts de Sant Ferran;; els frescos de la Rábida van aconseguir reconeixement mundial. L'últim any d'aquesta dècada mor la seva esposa.
Als anys 1960 les visites a la seva terra escassegen; en una d'aquestes fa realitat la il·lusió d'un petit artista, Martín Gálvez, convertint-se la trobada en una lliçó magistral. En 1962 va exposar a la Sala Quixote i va realitzar el que seria el seu últim quadre. En els últims anys de la seva vida va ser nomenat Fill Adoptiu de Madrid —ja ho era des de 1929 d'Hondarribia—, va ser nomenat vicepresident del patronat del Museu del Prado i va ser nomenat cavaller gran creu de l'Orde d'Isabel la Catòlica. El 17 de març de 1969 va morir a Madrid.

## Obra

### Hombres de mi tiempo; autor retratista

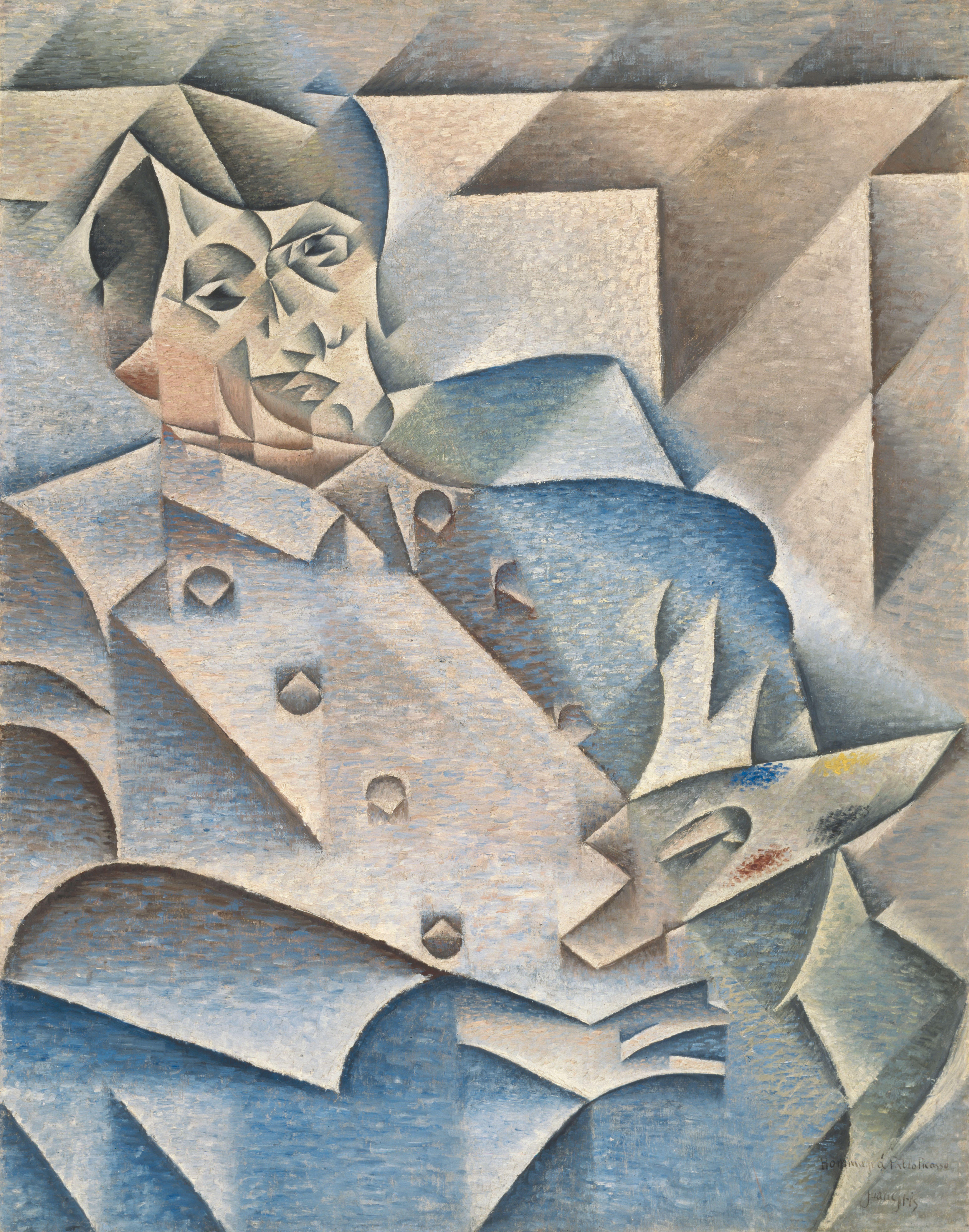
Vázquez Díaz va optar pel retrat de ressonàncies cubistes per a immortalitzar als que ell considerava grans personalitats del seu temps. En la imatge: Picasso, retratat per Juan Gris, 1912, oli sobre tela, 93,4 x 74,3 cm, Institut d'Art de Chicago..

Vázquez Díaz va dedicar gran part de la seva obra al retrat, estil amb el qual es trobava còmode des dels seus primers treballs. A través d'una sèrie que va denominar Hombres de mi tiempo (Instituto de Cultura Hispánica, 1957), va pintar retrats de personalitats del moment com Pablo Picasso, Juan Ramón Jiménez, Miguel de Unamuno, Alfons XIII —uniformat com a enginyer de mines en una obra pertanyent a l'Ajuntament de Nerva—, Ortega y Gasset, Juan de la Cierva, Ramón Gómez de la Serna, el Comte de Romanones o Rubén Darío. La investigadora María Dolores Jiménez-Blanco ha enumerat en més d'un centenar les aportacions de Vázquez Díaz en aquest sentit.
També van ser cèlebres retrats de personatges els del seu entorn més pròxim, com el retrat de José Jurado El seminarista (1899) i, sobretot, els de temàtica taurina, com el de l'onubenc El Litri, una de les seves primeres obres (1890)i exposat en el Museu provincial de Huelva, Retrato de Juan Belmonte, Toreros saludando (1908), La muerte del torero (1912) treball gairebé documental de la realitat de la festa hispana o Ave César. Aquestes obres, algunes d'elles malgrat el seu dramatisme, es contraposen a la tradició més negra espanyola amb colors que recorden a autors com Paul Gauguin. Tot això converteix a l'obra en una excel·lent galeria gràfica de l'Espanya intel·lectual de l'època.
A tots aquests personatges, tant intel·lectuals, com a toreros o amics, els retrata demostrant els seus dots i a vegades, amb un estil més pròxim a l'escultura que al dibuix. En ells intenta expressar els trets socials i psicològics del retratat.
| «               | Un retrat ha de semblar-se al retratat i al mateix temps, estar ben pintat. Al no semblar-se, serà només una bona pintura, però no un bon retrat, que, al meu entendre, ha de ser com una biografia pintat. | » |
| — Vázquez Díaz. | |   |

Així i tot, dins dels seus jocs artístics, es va permetre retratar en el quadre Ricardo Baroja de 1925 al seu amic amb hàbits de frare.

### Instantes, el paisatge i estada a Hondarribia

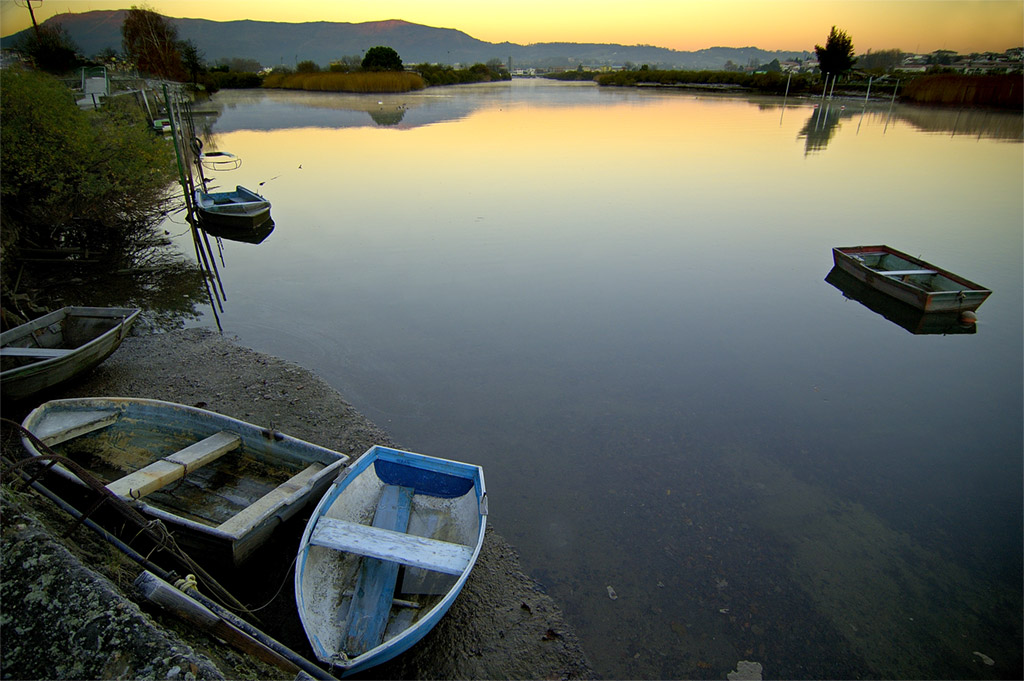
L'ambient, els colors del Bidasoa van impactar fortament en l'obra de Vázquez Díaz.

Durant algun temps, evitant la França de la Primera Guerra Mundial Vázquez Díaz es va traslladar al País Basc, instal·lant-se a la vora del riu Bidasoa en la petita localitat d'Hondarribia. Aquesta estada li va permetre treballar un paisatgisme recurrent, amb el qual va intentar reflectir la realitat de la llum i l'ambient basc des de l'òptica impressionista, que tan bé coneixia de la seva estada a París. Obres com Alegría del campo vasco, La alameda de Fuenterrabía o Paisaje del Bidasoa, denoten una important impressió del paisatge basc i fins i tot de la seva cultura, optant sovint per usar abillaments típics de la zona. Referint-se a Hondarribia, l'autor afirma:
| «               | Aquesta va ser per a mi l'afirmació dels meus grisos, dels quals tant s'ha dit i que Hondarribia em va ensenyar a mirar mostrant-me els seus característics dies de Bascònia, aquests dies de sol envelats que tamisen la llum, inundant el paisatge de tanta poesia. […] En aquesta badia del Bidasoa que vaig pintar tantes vegades els blaus s'esmalten i els verds adquireixen una riquesa insospitada de matisos. | » |
| — Vázquez Díaz. | |   |

Aquestes petites obres les denominava Instantes, i les considerava a més una manera de millorar la tècnica i investigar amb el color:
| «                                                    | Jo dic «Instantes» a aquests quadres petits. Sí. Instants poètics captats en moments feliços. […] Assenyalen els meus esforços en la recerca del color. | » |
| — Para el Diario ABC de Madrid. 25 de marzo de 1947. | |   |

### Poema del Descubrimiento; els frescs de La Rábida

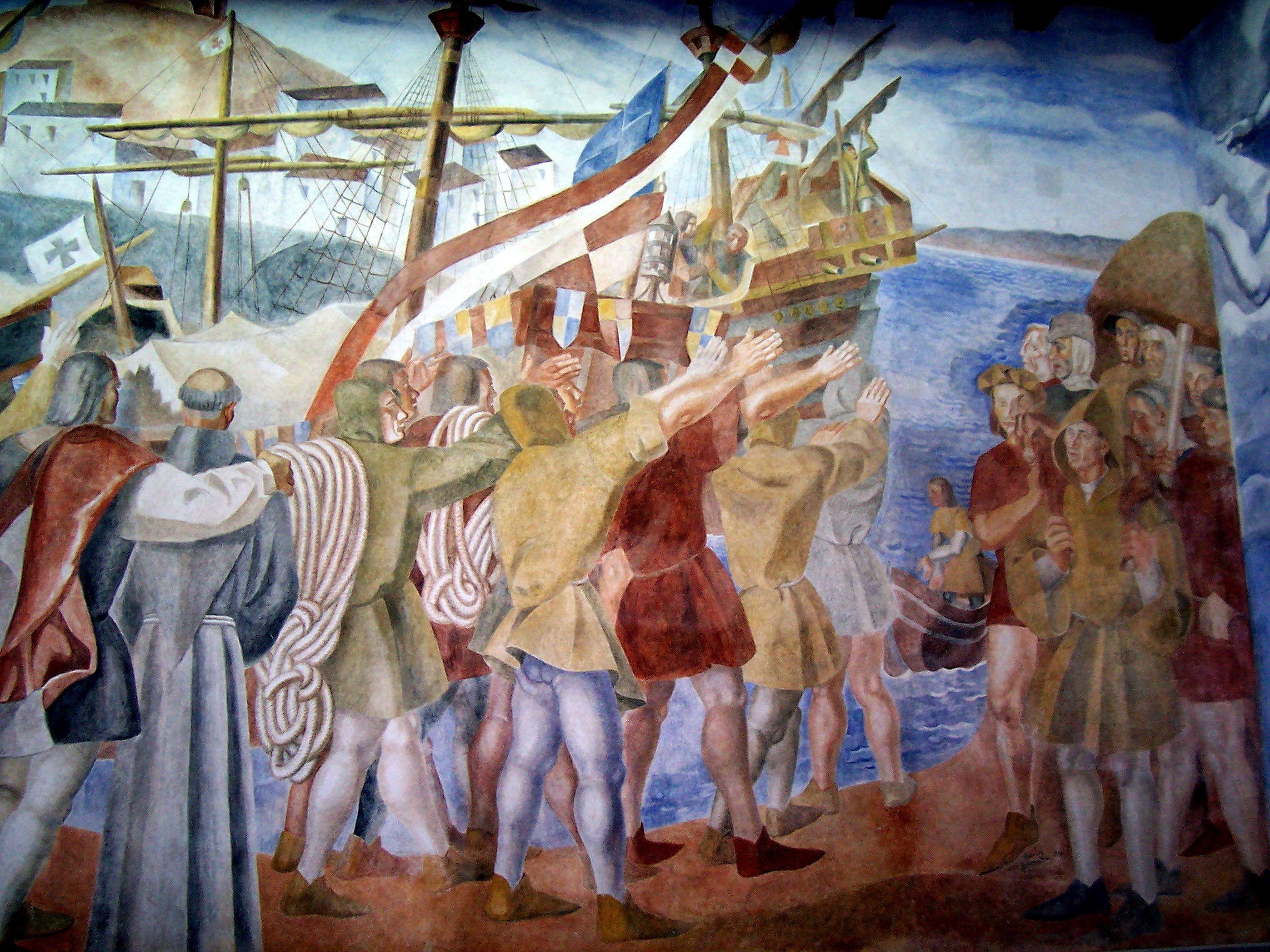
Partida de l'expedició, el 3 d'agost de 1492 des de Palos de la Frontera.

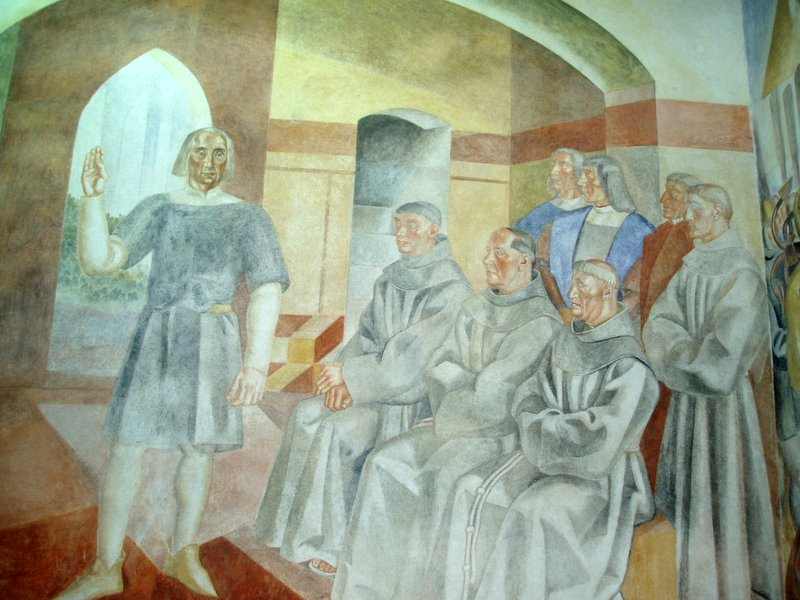
Cristòfor Colom amb els frares del Monestir.

Poques obres poden resumir més la seva creació que els frescos de la Rábida. En ells el retrat idíl·lic dels homes de la terra en el segle xv i els paisatges protagonistes durant l'epopeia descobridora, es fundin amb elevada precisió. Encara que el projecte de realitzar uns frescos al·legòrics al descobriment d'Amèrica li havia rondat durant anys no va ser fins al mes d'agost de 1927 quan es va desplaçar als Llocs colombins per a gestionar l'empresa. La seva idea era, a més dels murals a La Rábida, realitzar obres complementàries a l'Església de San Jorge de Palos de la Frontera i el Monestir de Santa Clara de Moguer, com a llocs principals en aquests fets històrics. Sense èxit amb els ajuntaments de totes dues localitats, no va ser fins al 12 d'octubre de l'any següent quan va començar els treballs en el monestir.
Així va ser que sota el patrocini d'Alfons XIII entre 1928 i 1930, i amb l'ajuda del seu fill Rafael Vázquez, va realitzar els seus famosos frescos en el Monestir de Santa María de la Rábida, coneguts com a Poema del Descubrimiento. El llavors rei es convertia en el principal cap visible d'un projecte abanderat per part de la societat civil de la terra, com el pedagog Manuel Siurot, que va veure en el projecte la possibilitat de dotar a la província de Huelva d'una obra universal i immortal.
Així, instal·lat entre una casa de peons i una cel·la del monestir, durant els treballs realitzaria, al voltant de les sales d'un petit pati, una sèrie de frescos en colors pastel. Els temes d'aquestes pintures s'integren en cinc panells que discorren entorn de l'arribada de Cristòfor Colom a la Rábida i la seva relació amb Fra Juan Pérez, la seva expedició descobridora i la marineria dels pobles de Palos de la Frontera i de Moguer, la partida del port de Palos, les tres caravel·les descobridores i altres fets històrics interpretant de manera personal les figures de protagonistes de l'esdeveniment com van ser Cristòfor Colom o Martín Alonso Pinzón. Per a molts investigadors, Vázquez Díaz aconsegueix amb aquesta obra enllaçar les aportacions del portuguès Nuno Gonçalves amb els frescos baix medievals i primer tram del Renaixement, encara que posteriorment el franquisme va utilitzar l'obra com a referència per a una pretesa «estètica nacional».
| «                                                    | Aquesta obra, a la qual vaig dedicar tots els meus pensaments de llargs anys, va prendre vies de realització l'any 1928, quan vaig començar els projectes i cartons. Els treballs definitius d'aquests murs van donar principi el dia 12 d'octubre de 1929 i vaig signar el panneau de les naus el 3 d'agost de 1930. | » |
| — Vázquez Díaz, signatura en el cenobi del monestir. | |   |

Aquesta obra li va valer el sobrenom de Pintor de la hispanitat. Cap a finals del segle XX es va haver de realitzar una rehabilitació d'urgència d'aquests frescos per trobar-se en franc procés de deterioració deguda a la humitat i probablement a l'errònia tècnica usada per a aquesta mena de paret i clima per l'autor.
Sense existir relació formal és interessant el paral·lelisme d'aquesta obra amb el pròxim Monument a la Fe Descobridora, realitzat en 1929 per Gertrude Vanderbilt Whitney en abordar tots dos la mateixa temàtica a través d'una interpretació personal del cubisme.